# لونا پارک شیراز
لونا پارک یکی از پارک‌های فعال شهر شیراز است این پارک در شمال این شهر و در کنار دروازه قرآن و پشت هتل بزرگ شیراز قرار دارد. این پارک با استفاده از فناوری‌های خارجی، بازی‌هایی را برای اولین بار به ایران آورد. نام برخی دستگاه‌های موجود:
تاب برقی، شاتل، رنجر، چرخ و فلک، ماشین برقی، اکروجت و…